# Betaeus setosus
Betaeus setosus är en kräftdjursart som beskrevs av J. F. L. Hart 1964. Betaeus setosus ingår i släktet Betaeus och familjen Alpheidae. Inga underarter finns listade i Catalogue of Life.